# Nadia Medjmedj
Nadia Medjmedj, née le 20 mars 1974 à Constantine, est une athlète paralympique algérienne, lanceuse de poids et de disque. Elle participe généralement aux compétitions en catégorie F56 ce qui correspond à la catégorie athlète en fauteuil roulant,,.

## Palmarès
Aux Jeux paralympiques d'Athènes en 2004, elle participe à l'épreuve de lancer de disque et gagne l'or au lancer de poids en catégorie F56-58.
Aux Jeux paralympiques de Pékin en 2008, elle gagne une médaille de bronze au lancer de poids en catégorie F57/F58 et au lancer de disque en catégorie F57/F58.
Elle est le porte-drapeau de la délégation algérienne aux Jeux paralympiques de Londres en 2012, mais elle n'y obtient pas de médaille. 
Aux Jeux paralympiques de Rio de Janeiro en 2016, elle gagne le bronze au lancer de javelot en catégorie F56 et au lancer de poids en catégorie F57.